# Ander Iturraspe Derteano
Ander Iturraspe Derteano (Abadiño, 8 de març de 1989) és un exfutbolista professional basc que ocupava la posició de migcampista defensiu. El seu germà, Gorka Iturraspe, també és futbolista.

## Carrera esportiva
Sorgeix de les categories inferiors de l'Athletic Club. Després de militar als diversos filials, hi debuta amb els lleons al març del 2008, en un amistós contra el Zalla. A la temporada 08/09 hi fa la seua aparició a la màxima categoria, tot jugant quatre partits durant eixe any.
El 8 de juliol de 2019 es convertí en jugador del RCD Espanyol.

### Selecció espanyola
Fou inclòs a la llista provisional de 30 jugadors que Vicente del Bosque va confeccionar pel Mundial del Brasil, però fou finalment un dels set homes que no varen entrar a la llista final.

## Palmarès
- 1 Supercopa d'Espanya: 2015 (Athletic Club)[4]